# Miguel Borondo y Marcos de León
Miguel Borondo y Marcos de León (Almagro, 1857-Madrid, 21 de junio de 1930) fue un anticuario español.

## Biografía
De humildes orígenes, su familia llegó emigrada a la capital en busca de oportunidades desde Ciudad Real; no pudieron pagarle estudios superiores, pero su don de gentes, ganas de trabajar y gran visión comercial, así como un refinado buen gusto artístico, le hicieron destacar en el oficio progresando desde la humilde chamarilería. Trabajaba en el mercado de antigüedades de Madrid, al lado de otros profesionales de su oficio como Juan Láfora, Rafael García Palencia, Emiliano Torres, Apolinar Sánchez, Raimundo Ruiz y Luis Ruiz, quienes señalaron sus pocos escrúpulos a la hora de incluso dividir cuadros para obtener más negocio, algo habitual sin embargo entre todos los tratantes de arte de Europa. Mantuvo tratos comerciales con coleccionistas como Charles Deering y su asesor Miquel Utrillo, creadores del Palacio de Maricel en Sitges, José Lázaro Galdiano y el Museo Arqueológico Nacional. Intervino en la venta de piezas artísticas tan valiosas como cuadros de El Greco. Este y otros negocios (fundó en 1902 junto a su socio en esta empresa Mariano Cabrelles el hotel La Alameda en Guadarrama para albergar a quienes iban a tomar las aguas en los baños de Loeches) le hicieron acumular una gran fortuna. 
La proximidad de su local, situado en los aledaños del Congreso de los Diputados, al Museo de El Prado, atrajo a notables coleccionistas españoles que fueron sus clientes, como Pablo Bosch y Barrau (1841-1915), el citado José Lázaro Galdiano (1862-1947), José María de Palacio y Abárzuza, III Conde las Almenas (1866-1940) o el escultor catalán Frederic Marès (1893-1991).